# Pedro Ortiz Bernat
Pedro Ortiz Bernat (Palma de Mallorca, Islas Baleares, 19 de agosto de 2000) es un futbolista español que juega como centrocampista en el Córdoba C. F. de la Segunda División de España.

## Trayectoria
Empezó jugando en los benjamines del C. D. Sóller, con la circunstancia de que incluso su padre le dirigió durante una temporada en benjamines. De allí pasó a los alevines del R. C. D. Mallorca desde donde volvió al Sóller. Con trece años fichó por el Atlético Baleares. Tras jugar en División de Honor Juvenil, se marchó un año cedido al C. D. Manacor. En la temporada 2018-19 pasó a las filas del Atlético Baleares.
Debido a su gran papel en el equipo balear, con el que estuvo a punto de conseguir el ascenso a la Segunda División española, el Sevilla F. C. se fijó en él, para que pasara a formar parte de su equipo filial, firmando un contrato por cuatro temporadas. En la temporada 2021-22 hizo la pretemporada con el primer equipo y jugó en la primera jornada de LaLiga en la victoria por tres a cero contra el Rayo Vallecano.
En enero de 2023 fue cedido al F. C. Vizela de la Primeira Liga. Tras su vuelta comenzó la pretemporada con el primer equipo, pero finalmente volvió cedido al equipo luso.
El 30 de agosto de 2024, último día antes del cierre de mercado de fichajes, fue inscrito como jugador del primer equipo del Sevilla F. C. Dejó el club el siguiente 31 de enero y firmó con el Córdoba C. F. hasta 2026.

## Clubes
Actualizado el 1 de junio de 2025.
| Club                    | País     | Año       | Partidos | Goles |
| ----------------------- | -------- | --------- | -------- | ----- |
| C. D. Atlético Baleares | España   | 2018-2019 | 15       | 1     |
| Sevilla Atlético        | España   | 2019-2023 | 60       | 4     |
| Sevilla F. C.           | España   | 2021-2025 | 4        | 0     |
| F. C. Vizela (cedido)   | Portugal | 2023-2024 | 26       | 0     |
| Córdoba C. F.           | España   | 2025-act. | 18       | 4     |